# Agalliopsis oculata
Agalliopsis oculata är en insektsart som beskrevs av Van Duzee 1890. Agalliopsis oculata ingår i släktet Agalliopsis och familjen dvärgstritar. Inga underarter finns listade i Catalogue of Life.